# منصور عباس (سياسي)
منصور عباس، (العبرية: מנסור עבאס)، (المغار، 22 أبريل 1974- )، هو طبيب اسنان وسياسي من عرب 48، يشغل منصب نائب رئيس الحركة الاسلامية "الشق الجنوبي". ويشغل عدة مناصب منها رئيس القائمة العربية الموحدة انتخب في نائب في الكنيست الاسرائيلي ضمن القائمة المشتركة العام 2019، وضمن القائمة العربية الموحدة عام 2021.
تولى رئاسة لجنة الداخلية في الكنيست عقب انضمام حزبه إلى الائتلاف الحكومي بقيادة نفتالي بينت ويائير لبيد، ضمن الاتفاق الائتلافي والذي جرى لأول مرة بمشاركة حزب عربي منذ تأسيس إسرائيل.

## حياته ونشاطه السياسي
ولد منصور عباس لعائلة مسلمة في قرية المغار الجليلية، وتلقى تعليمه الابتدائي والثانوي فيها. انهى دراسة طب الاسنان في الجامعة العبرية في القدس، وخلال دراسته بدأ نشاطه الطلابي ضمن لجنة الطلاب العرب حيث انتخب لرئاستها مرتين. وانتخب عام 2007 اميناً عاماً للحركة الإسلامية في الداخل (الشق الجنوبي)، في العام 2010 انتخب نائب لرئيس الحركة (الشق الجنوبي)، وفي العام 2019 تولى قيادة القائمة العربية الموحدة وهي الهيئة السياسية التي تخوض الحركة الإسلامية الانتخابات البرلمانية الإسرائيلية من خلالها.
انتخب نائبا في الكنيست الإسرائيلي لأول مرة في انتخابات أبريل 2019، ضمن قائمة جمعت الحركة والتجمع الوطني الديمقراطي، وانتخب للمرة الثانية خلال الانتخابات المبكرة ذات العام في سبتمبر 2019، بعد عودة تشكل القائمة المشتركة.
في العام 2020 قاد انفصال القائمة العربية الموحدة عن القائمة المشتركة، حيث خاضت القائمة الانتخابات البرلمانية الإسرائيلية في مارس 2021 بشكل مستقل وحازت على اربع مقاعد.
في اعقاب تشكيل حكومة بديلة لحكومة نتنياهو في يونيو 2021، انضمت القائمة العربية الموحدة برئاسته إلى الائتلاف الحكومي الإسرائيلي.. في خطوة غير مسبوقة لحزب عربي في إسرائيل، والتي لم تحظى بتأييد الأحزاب العربية الأخرى 
في فبراير 2021، وصف منصور عباس الأسرى الفلسطينيين في سجون ومعتقلات الاحتلال الإسرائيلي بالمُخربين. إلا أنه وضح في بيان لاحق أنه: في مقابلتي مع القناة الثانية العبرية لم أصف الأسرى بالمخربين، وأعود لأقول ما قلته في بياني السابق: أجبت عن سؤال الصحافي بالعبرية إذا كنت قد زرت "مخربين"، بإجابة كلا لم أقم بزيارة "مخربين"، قد أكون أخطأت بالرد عليه بنفس تعريفه، ولكني لم أقصد الوصف وأعتذر إذا كنت قد أسأت التعبير".
في العام 2021 تبنى منصور عباس "قانون القومية" وأكد إن إسرائيل "دولة يهودية وستبقى كذلك" خلال "مؤتمر إسرائيل للأعمال". في العام 2023 وصف منصور طوفان الأقصى بأنه جريمة ضد المدنيين قائلاً "إذا كان من الصعب جدا ومستحيلا أن تُعيد من قُتلوا من المدنيين، فعلى الأقل أن تُعيد من اُختطفوا من المدنيين خصوصا الأطفال والنساء وكبار السن".